# Lettera di Ignazio agli Smirnesi

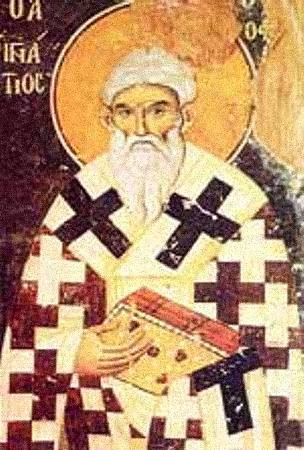
Ritratto ortodosso di Sant'Ignazio

La Lettera di Ignazio agli Smirnesi (nota anche come Lettera agli Smirnesi) fu scritta da Ignazio di Antiochia nel 107-110 e fa parte del corpus della letteratura subapostolica.
Scopo primario della lettera era quello di contrastare gli insegnamenti del Docetismo, una corrente del Cristianesimo delle origini secondo la quale Gesù non si sarebbe effettivamente incarnato, e che a soffrire e morire sulla croce sarebbe stata solo la sua sembianza.
La lettera contiene la più antica attestazione scritta del termine Chiesa cattolica e una delle prime citazioni del Vangelo di Matteo.

## Composizione
La Lettera agli Smirnesi è una delle sette epistole attribuite a Ignazio che sono generalmente accettate come autentiche. Nel V secolo, questa raccolta fu ampliata da lettere spurie. 
È chiaro che Smirnesi fu scritto poco prima del martirio di Ignazio, ma non è chiaro quando avvenne precisamente questo martirio. La tradizione colloca il martirio di Ignazio nel regno di Traiano, che fu imperatore di Roma dal 98 al 117 d.C.

## Contenuto
L'epistola menziona la risurrezione di Gesù: «Ora, ha sofferto tutte queste cose per noi, affinché fossimo salvati, essi stessi esistono solo in apparenza» (2,1a). Il termine tradotto "sembianza" è l'opera greca "dokein" ( δοκεῖν, "sembrare") da cui prende il nome l'eresia del docetismo. Lo scopo principale della lettera agli Smirnei è contrastare coloro che affermano di essere docetici.
Per contrastare l'insegnamento dei docetisti, che sostenevano che Gesù non fosse venuto nella carne, Ignazio scrisse le prime 7 sezioni dimostrando la vera incarnazione di Gesù, dicendo così sull'Eucaristia: "Loro [i docetisti] si astengono dall'Eucaristia e preghiera, perché non confessano che l'Eucaristia è la carne del nostro Salvatore Gesù Cristo, che ha sofferto per i nostri peccati e che il Padre, per sua bontà, ha risuscitato. Coloro che negano il dono di Dio periscono nelle loro dispute" (7,1).
La lettera è anche la prima prova documentata dell'uso del termine "Chiesa cattolica". Sant'Ignazio, che scrisse circa 900 anni prima del Grande Scisma, usa il termine "cattolico" per indicare la "Chiesa universale".